# Fronteira Tajiquistão–Uzbequistão
A fronteira entre o Tajiquistão e o Uzbequistão é uma linha muito sinuosa de 1 161 km de extensão que separa o leste do Uzbequistão do oeste do território do Tajiquistão. Separa, de norte para sul, as províncias tajiques de Sughd, Karotegin, Khatlon de nove províncias uzbeques de Fergana a norte até Surcã Dária a sul.
No leste a fronteira tem início na fronteira tríplice Uzbequistão-Tajiquistão-Quirguistão, três ex-repúblicas da União Soviética. Segue em três trechos curtos para leste, depois norte, oeste e norte. Desse seu extremo norte segue sinuosamente para o leste, depois sul, passando próximo a Istarawshan (Tajiquistão), Denov e Termez (Uzbequistão), até atingir outra tríplice fronteira, dos dois países com o Afeganistão (quase no paralelo 37 N).
Ambas as nações, junto com o Quirguistão e Turcomenistão eram, desde o quarto quartel do século XIX, parte integrantes do Império Russo. Lutaram para não permanecerem integradas na União Soviética a partir de 1917. Foram finalmente integradas finalmente em 1925 (Uzbequistão) e 1929 (Tajiquistão), definido-se então as fronteiras que passaram a ser fronteiras internacionais em 1991, com a dissolução da União Soviética.